# 툴룸바

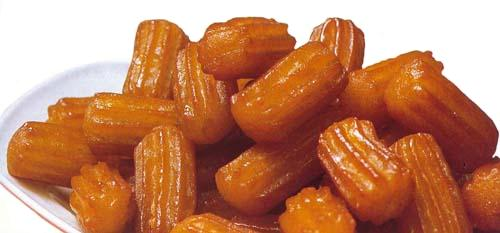

툴룸바(튀르키예어: tatlısı, 그리스어: τουλούμπα, 알바니아어: tullumba, 보스니아어: tulumba, 마케도니아어: тулумба 툴룸바)는 구 오스만 제국에서 발견된 인기있는 디저트이다. 그것은 잘레비 및 추로와 비슷한 시럽에 담근 튀김 반죽이다.
그것은 이스트를 넣지않은 반죽 덩어리 (약 3cm)로 만들어지며, 작은 노즐은 뾰쪽한 모양이고 그 꼭지를 따라 특별한 노즐이 있는 "착빙" 봉지를 사용한다. 처음에는 황금색으로 튀겨진후 아직 뜨거울때 설탕과 달곰한 시럽을 그 위에 붓는다. 그것은 식은후에 먹는다.

## 사진

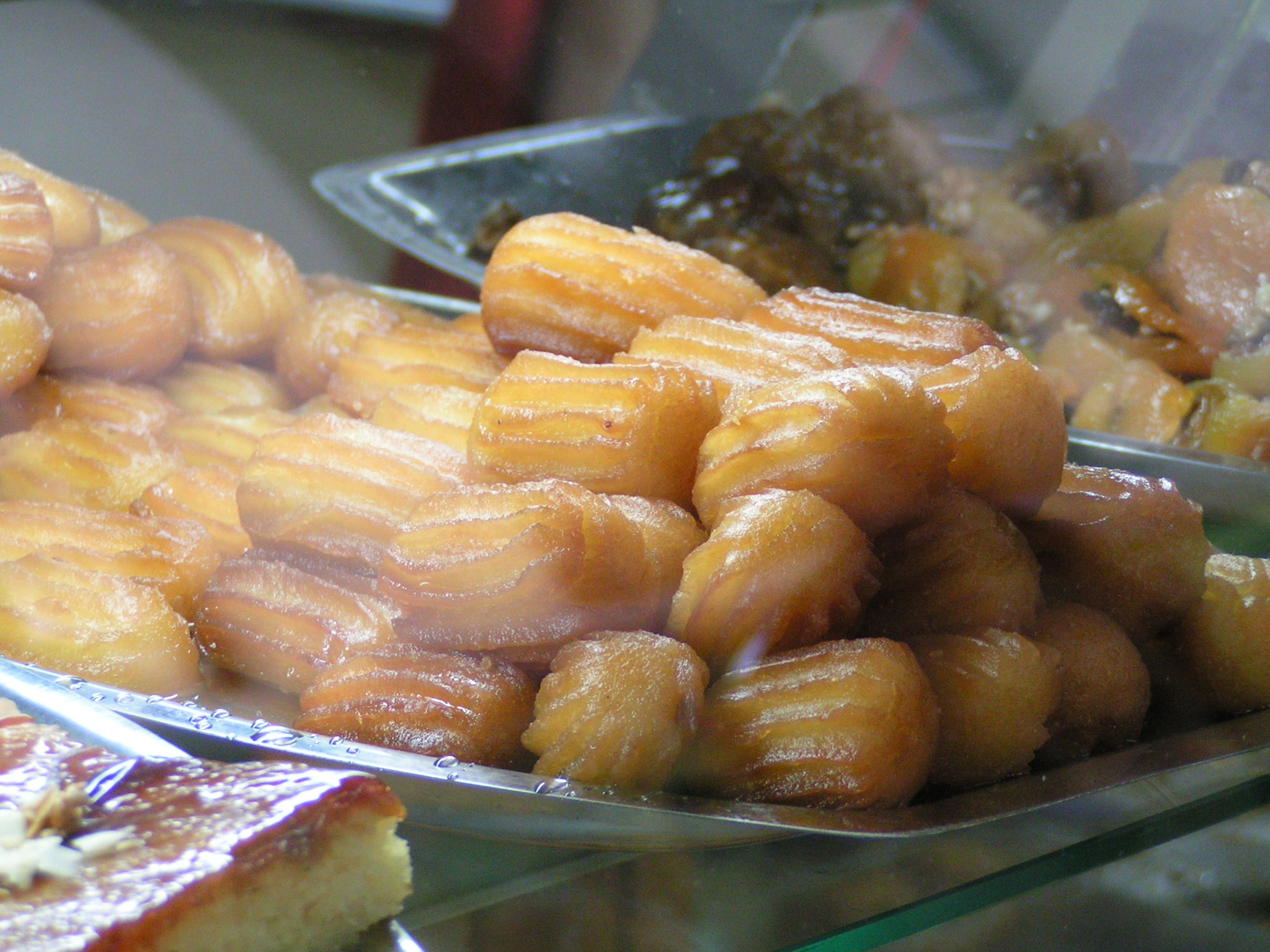
툴룸바
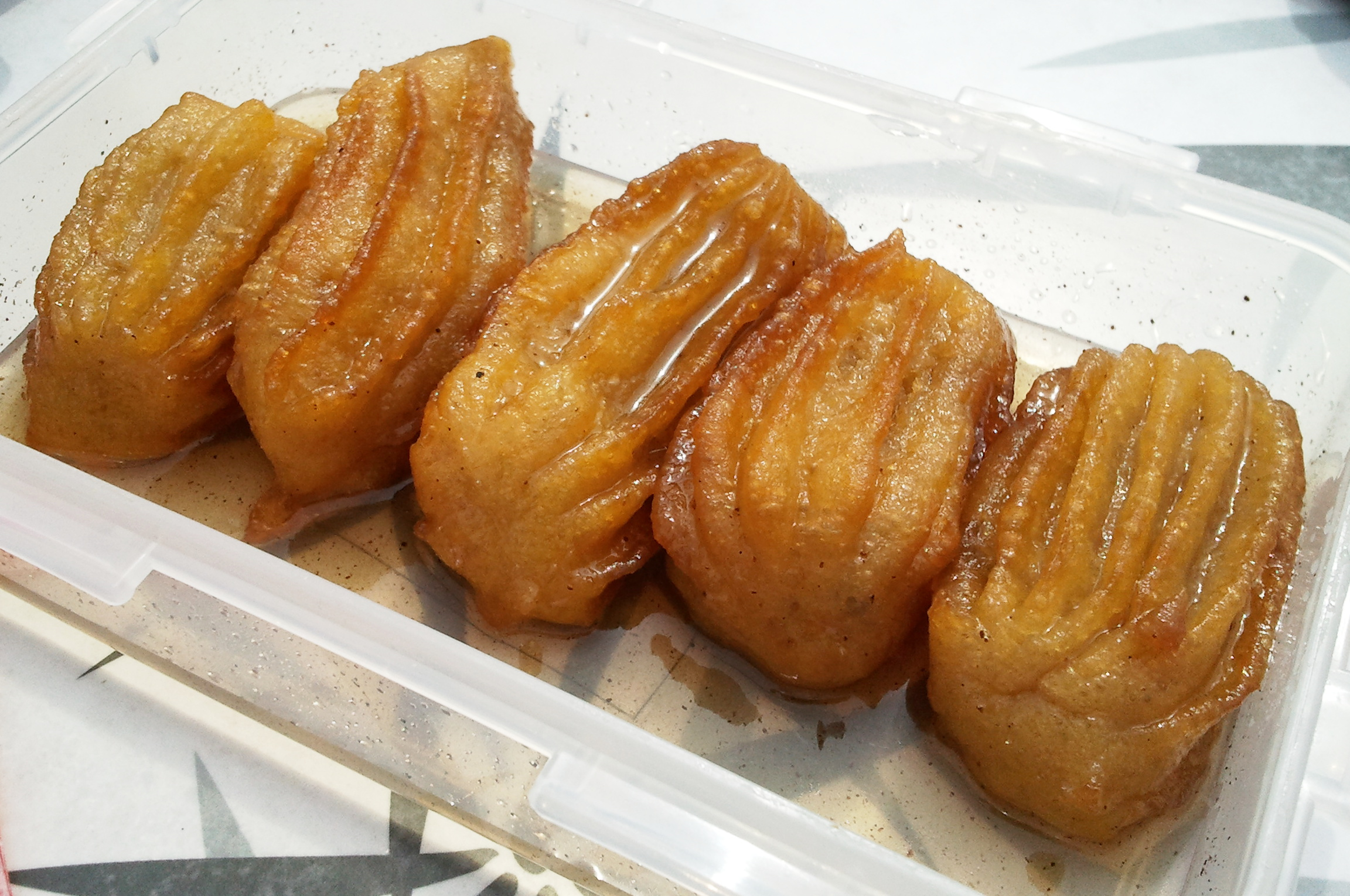
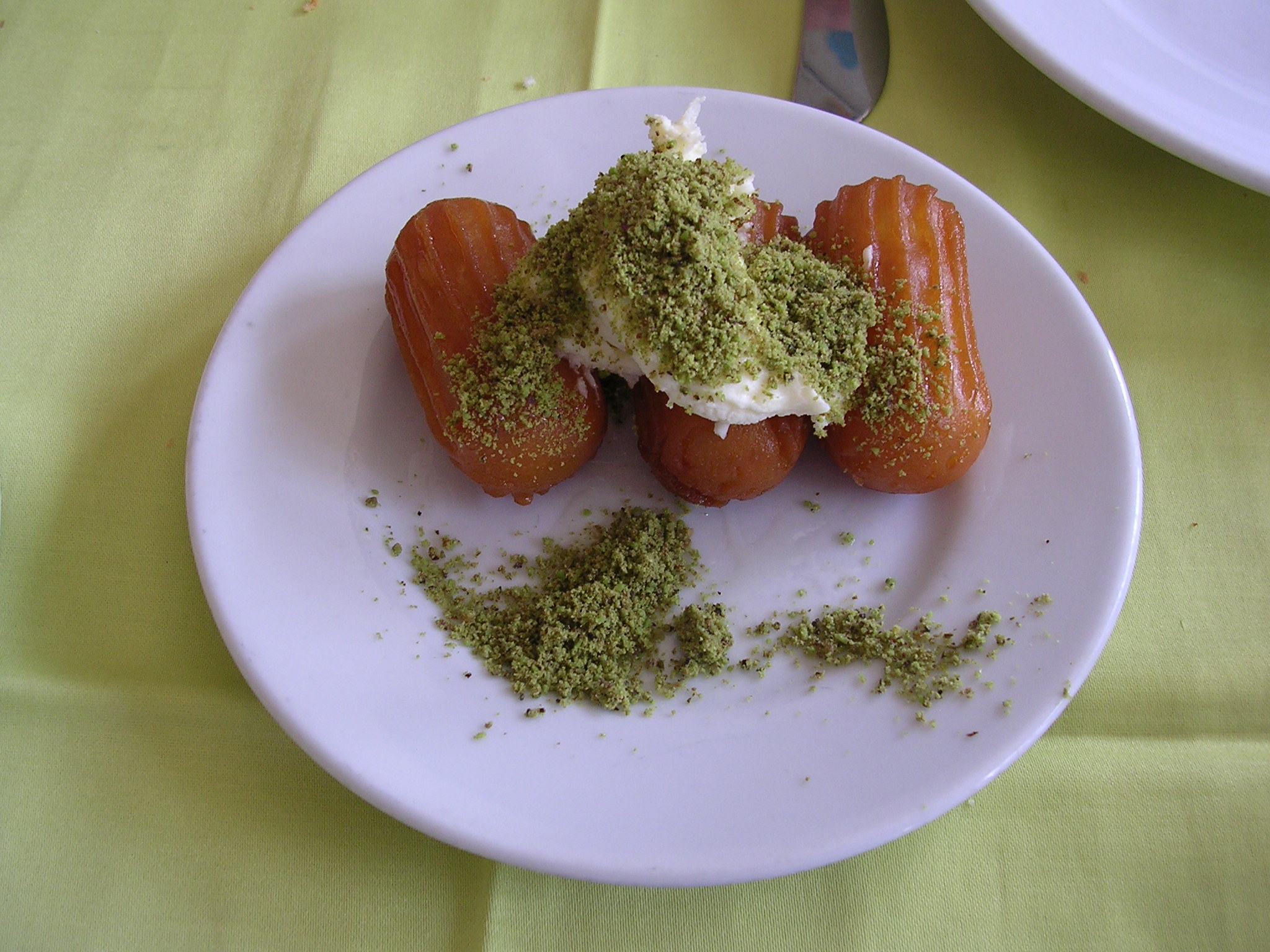
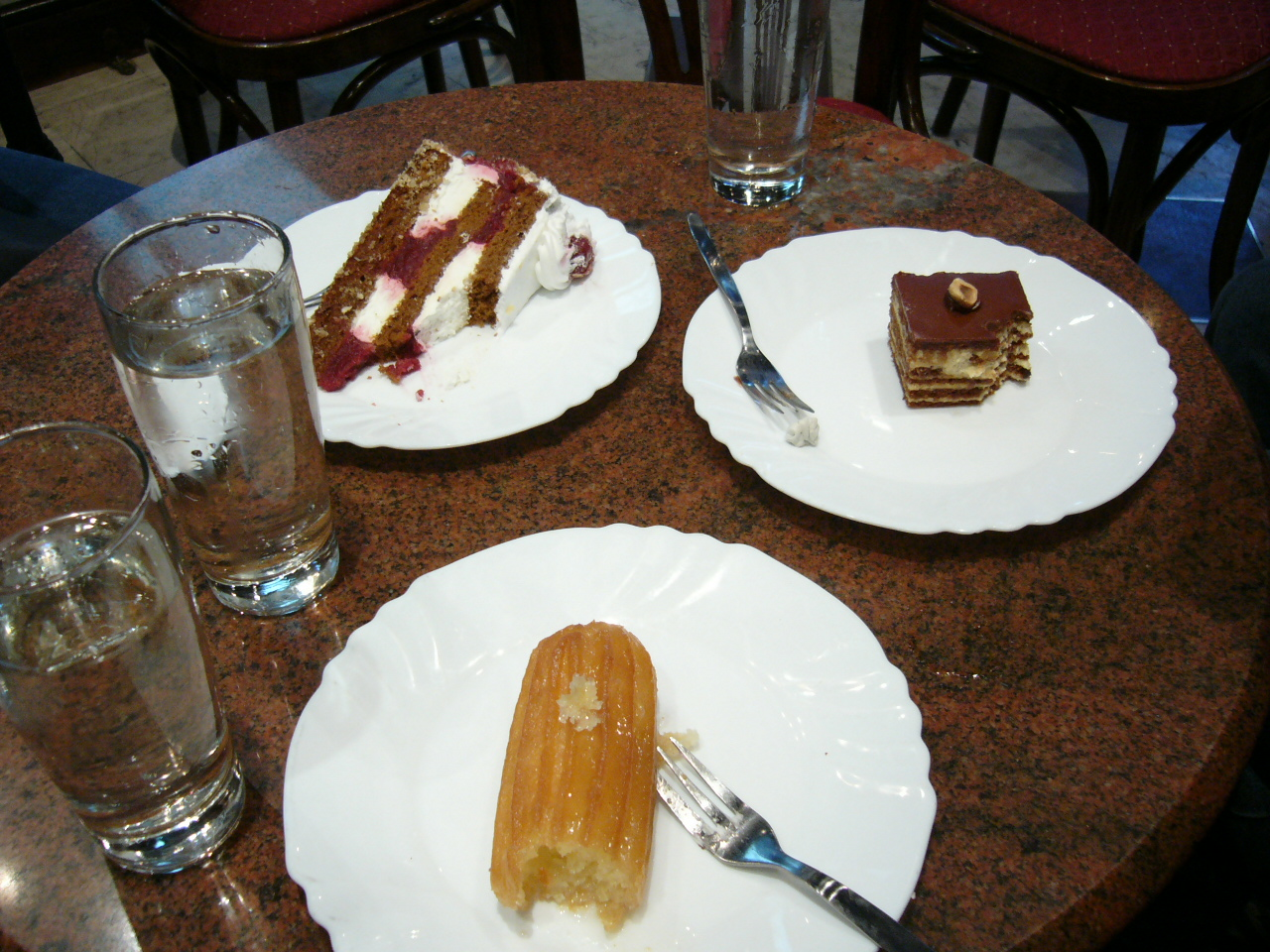

## 같이 보기
- 추로
- 잘레비
- 로크마